# ルイ・ル・ブルトン
ルイ・ル・ブルトン（Louis Le Breton, ドゥアルヌネ出身、1818年–1866年）は、海景画を専門としたフランスの画家である。

## 略歴
フィニステール県の港町、ドゥアルヌネで医者の家に生まれた。カンペールの学校で学んだ後、1836年からブレストの海軍の医学校で学び、1837年卒業し、3等軍医になった。
世界一周航海をしたアストロラーベ号(Astrolabe)の船長、ジュール・デュモン・デュルヴィルの遠い親戚で、デュモン・デュルヴィルの1837年からの3度目の世界一周航海に出発するアストロラーベ号にル・ブルトンが、乗船したのは18歳の時だった。絵の才能を見出され、最初の1月は公式探検画家のエルネスト・グーピル(Ernest Goupil)から船中で絵の訓練を受けた。1838年に船団の中で赤痢が流行し、グーピルも1840年1月にその犠牲になり、グーピルの仕事はル・ブルトンが引き継ぐことになった。1840年に世界一周航海から帰還するとル・ブルトンはレジオンドヌール勲章（シュヴァリエ）を受勲した。
1844年に船医となって、別の軍艦に配属されるが1846年に健康上の理由で本国へ送還され、その後は海軍の海洋画家として働いた。1848年に軍を退役した。

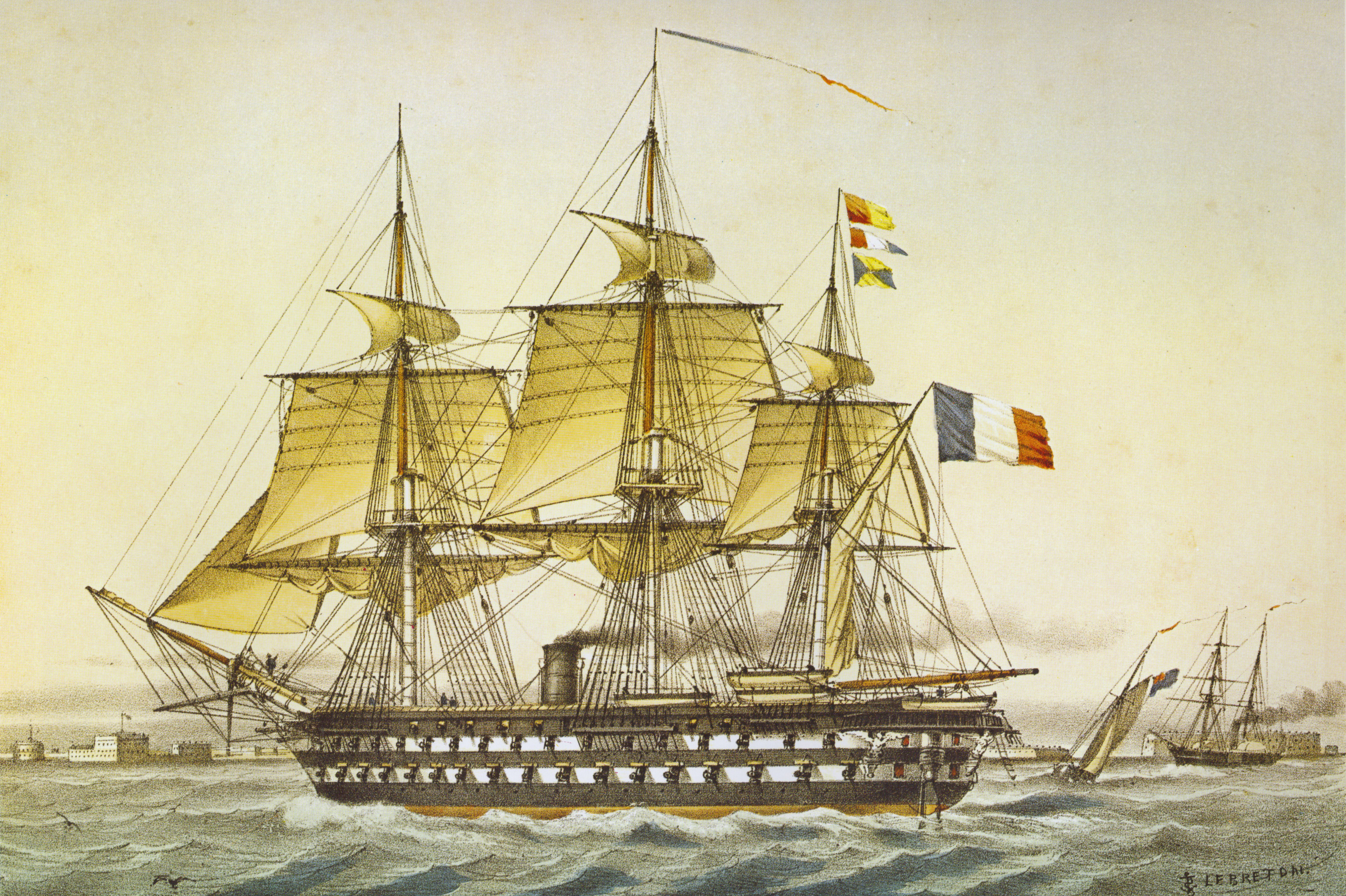
アウステルリッツ(Austerlitz)

## オカルト
ルイ・ル・ブルトンはコラン・ド・プランシーの地獄の辞典1863年版に、69の神秘的な悪魔のイラストを創作し、M.ジャローによる版画として提供している。